# Sixto Soria
Sixto Soria, född 27 april 1954 i Santiago de Cuba, är en kubansk boxare som tog OS-silver i lätt tungviktsboxning 1976 i Montréal. I finalen förlorade Soria mot amerikanen Leon Spinks.